# Португальська геральдика

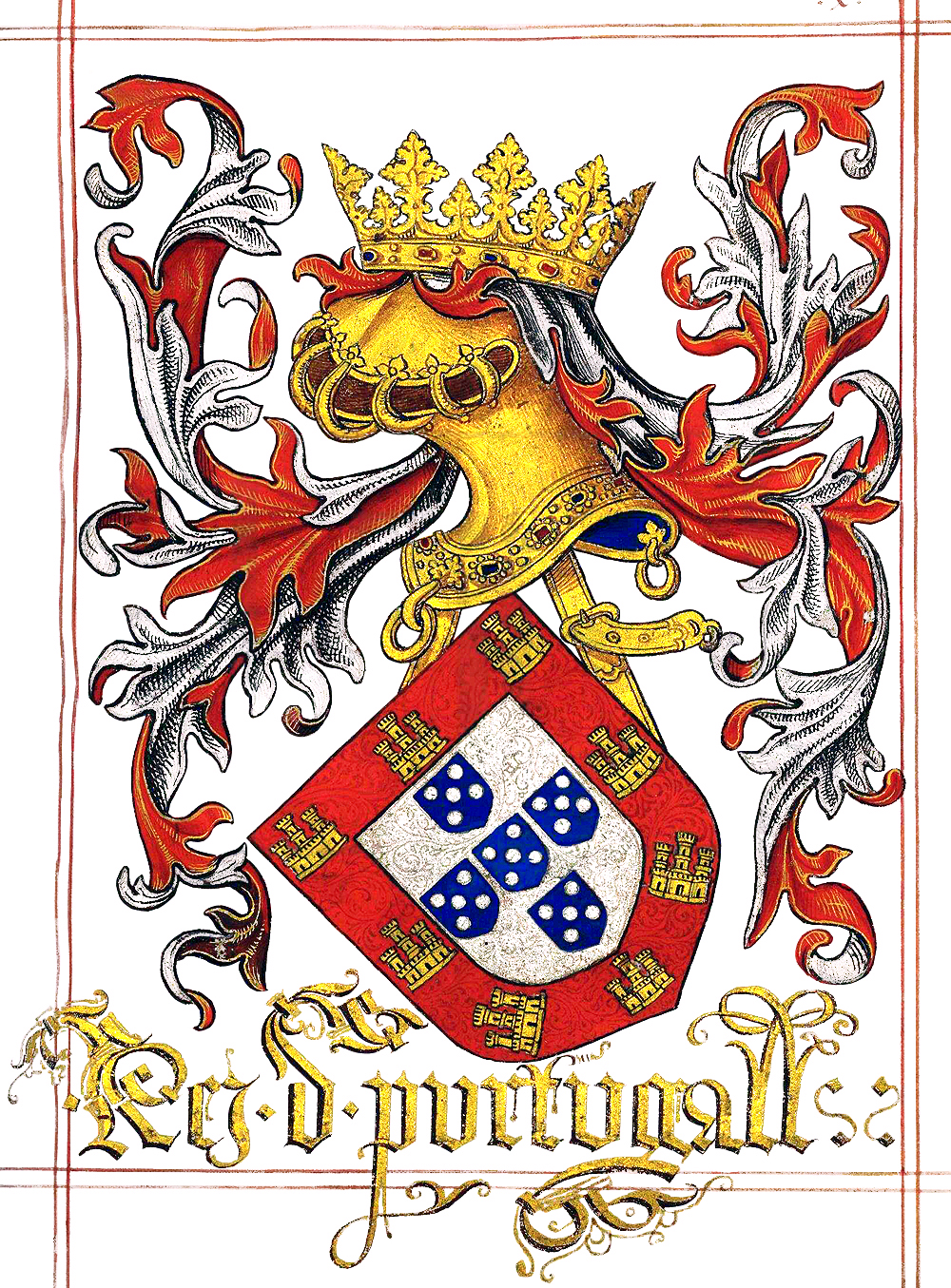
Герб короля Португалії («Livro do Armeiro-Mor», 1509))

Португа́льська гера́льдика (порт. heráldica portuguesa) — геральдика в Португалії, складова частина західноєвропейської геральдики. Відома в країні з ХІІ століття. Розвинулася як складова геральдичної традиції Піренейського півострова. Має багато спільного з іспанською геральдикою. У XIV столітті зазнала впливу англійської геральдики. Особливий португальський стиль геральдики відомий з XVI століття, від часів правління короля Мануела I. Найстаріший гербовник — «Livro do Armeiro-Mor» (1509); найвідоміший — «Thesouro de Nobreza» (1675). Особливості: (1) опис гербів здійснюється португальською мовою; (2) велика кількість персональних гербів; (3) часте використання державного герба, або його елементів, у територіальній та приватній геральдиці.

## Термінологія
| Кольори       |        |        |       |          |        |         |       |           |         |
| Українська    | Золото | Срібло | Лазур | Червінь  | Зелень | Пурпур  | Чернь | Горностай | Вивірка |
| Португальська | Ouro   | Prata  | Azul  | Vermelho | Verde  | Púrpura | Negro | Arminho   | Veiros  |

| Фігури        |       |       |          |                      |       |                |        |           |
| Українська    | Стовп | Балка | Перев'яз | Лівий перев'яз       | Хрест | Косий хрест    | Кроква | Облямівка |
| Португальська | Pala  | Faixa | Banda    | Contrabanda or barra | Cruz  | Aspa or sautor | Asna   | Bordadura |

| Поділ щита    |           |          |          |                |                 |                          |                                           |
| Українська    | Перетятий | Розтятий | Скошений | Скошений зліва | Почетвертований | Скошений зправа та зліва | Почетвертовано та скошено зправа та зліва |
| Португальська | Cortado   | Partido  | Fendido  | Talhado        | Esquartelado    | Franchado                | Gironado                                  |

## Особливі фігури

Авіський хрест
Азорський яструб
Алгарвські голови
Армілярна сфера
Дракон (Виверн)
Мальтійський хрест
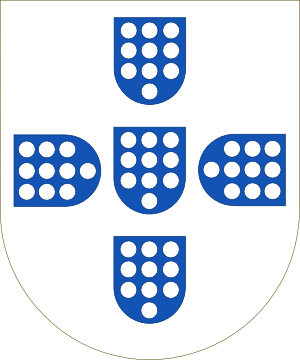
Португальський герб
Португальський щиток
Тамплієрський хрест
Христовий хрест
Яківський хрест

- Ворон: у португальській геральдиці ворон асоціюється зі святим Вікентієм Сарагоським. За переказом, чорні круки оберігали тіло покійного мученика від лісових тварин, а згодом супроводжували його мощі до Лісабона. Ворони зображені на гербах міст Лісабона і Абрантеша, покровителем яких є святий Вікентій.

## Королівські герби

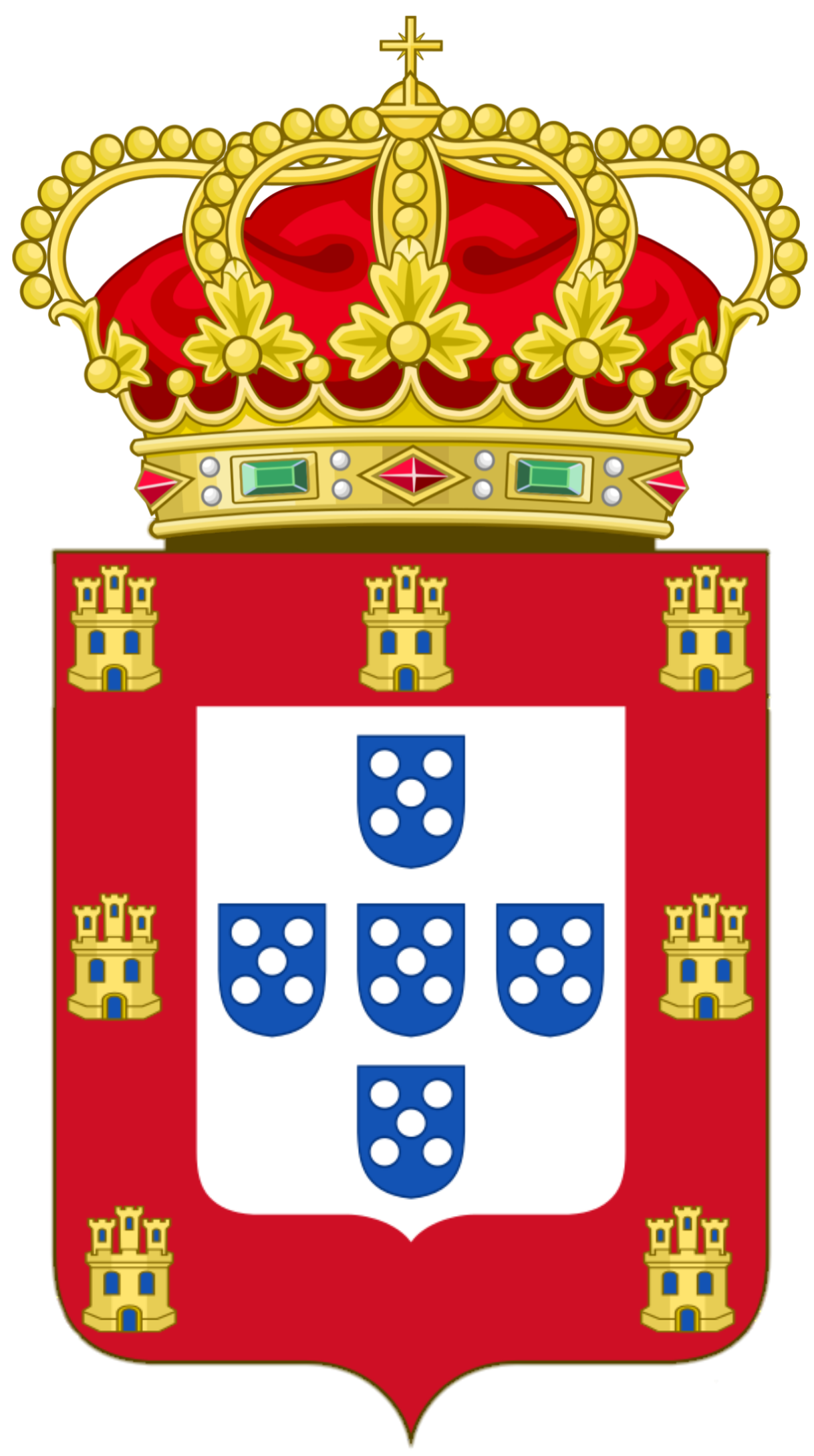
Король
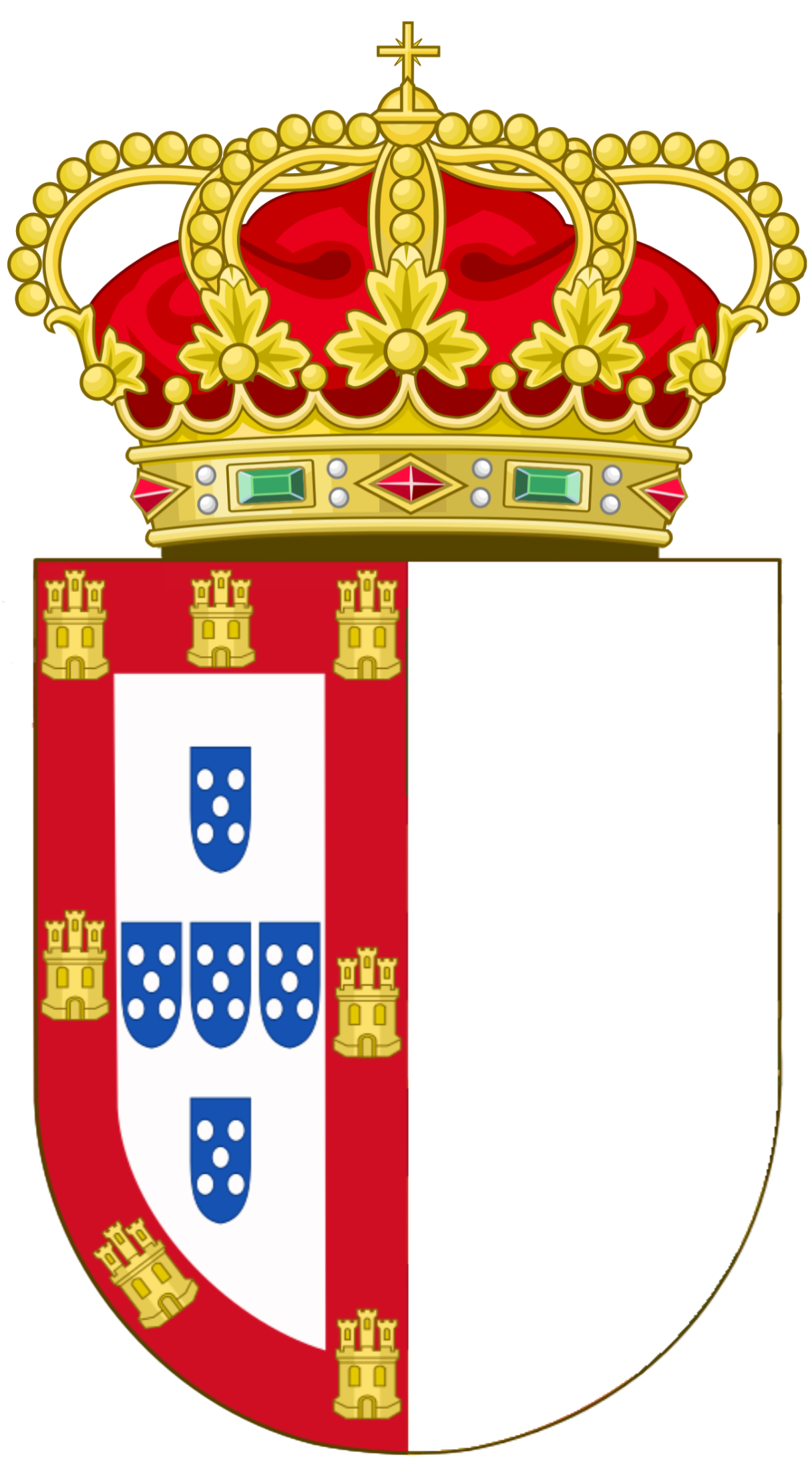
Королева
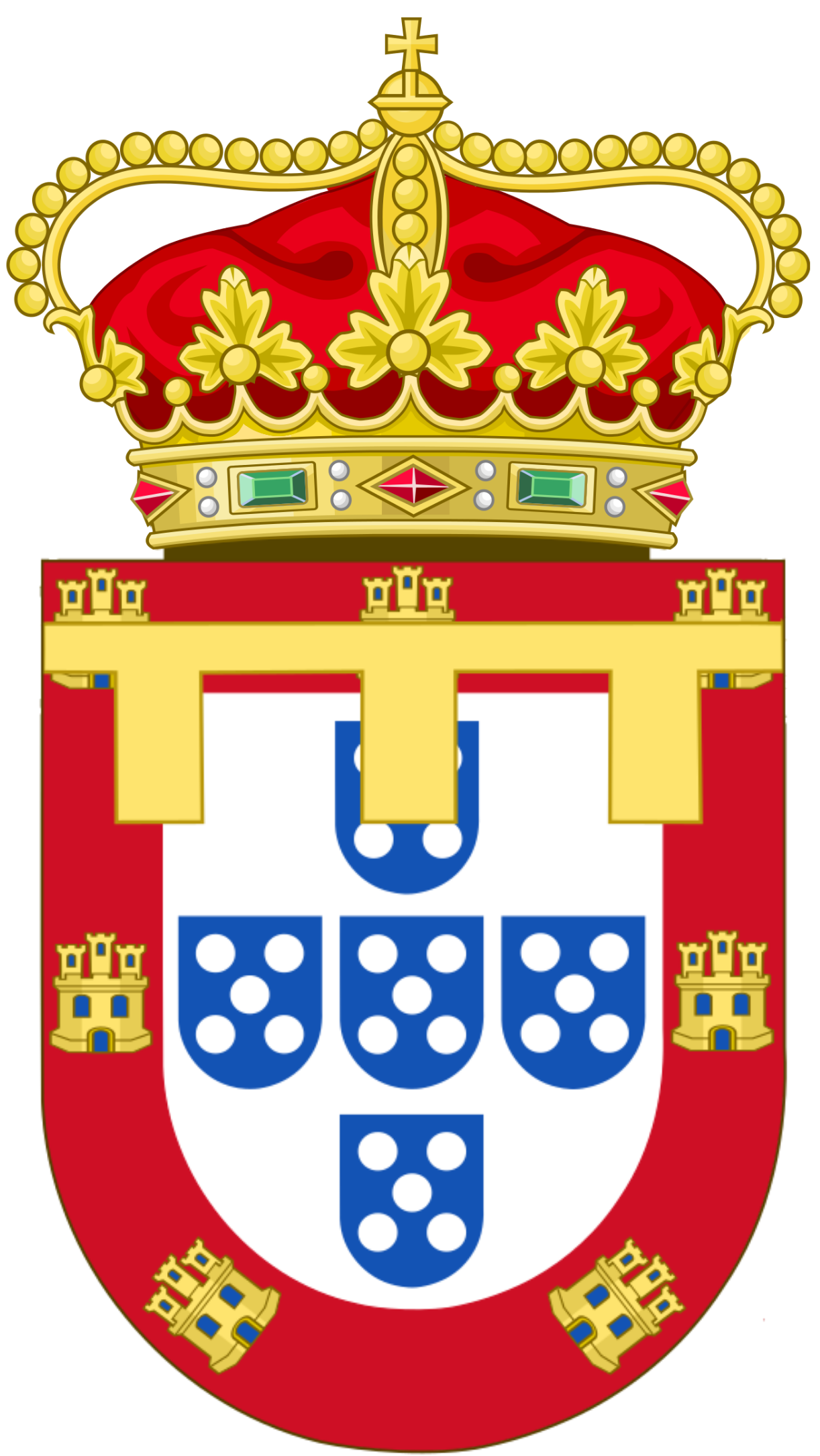
Принц Португальський
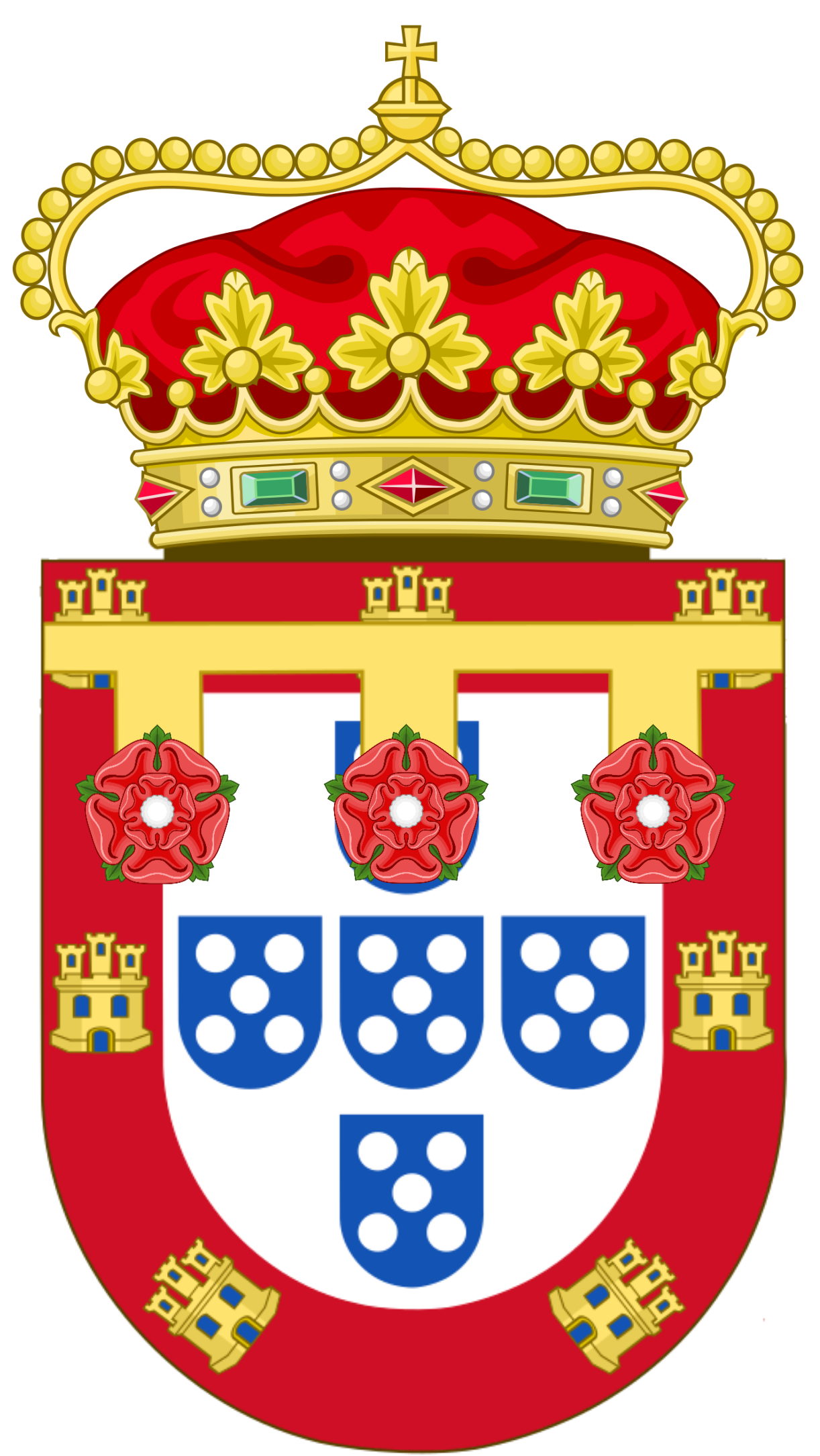
Принц Бейрівський
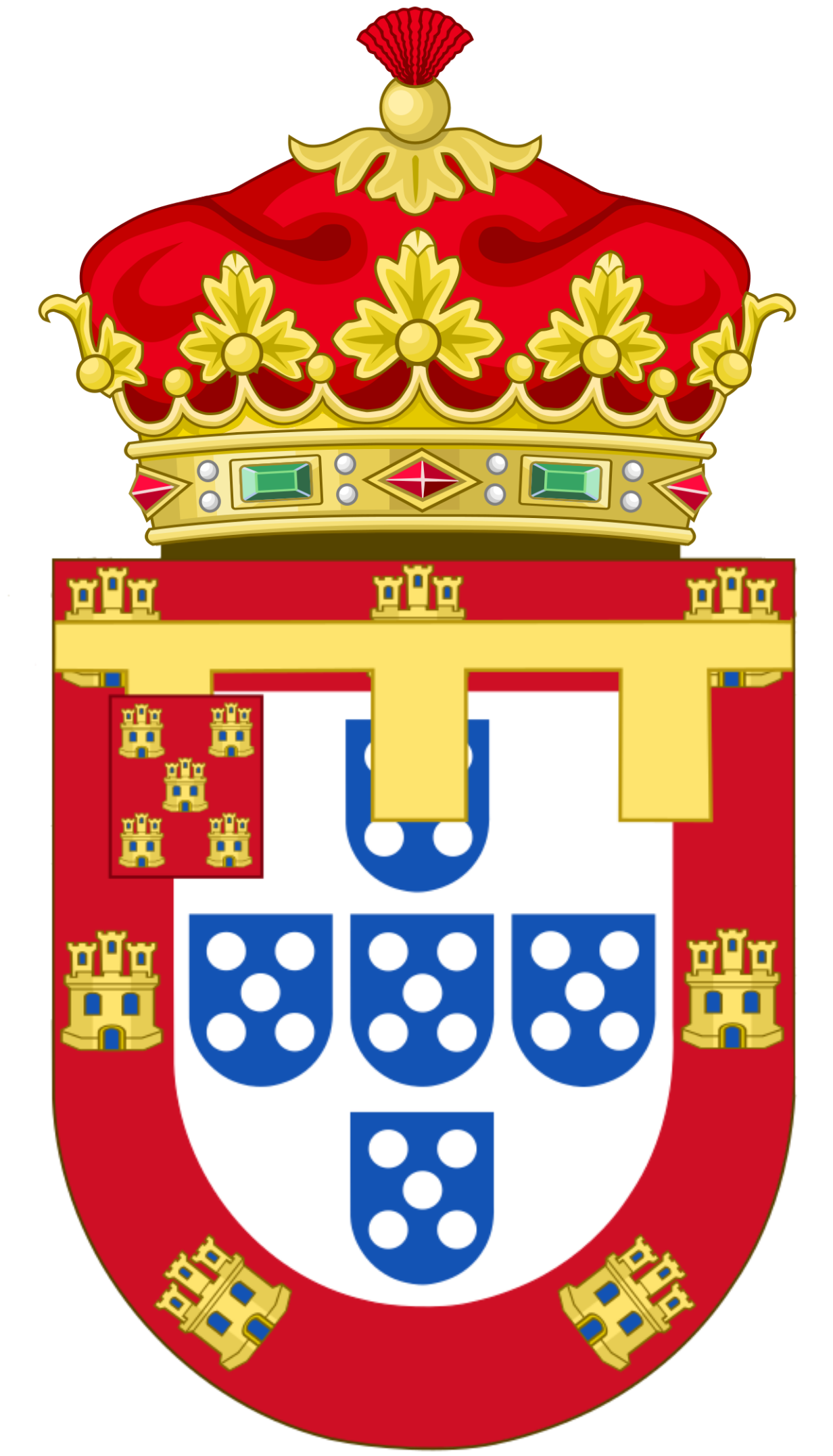
Перший інфант
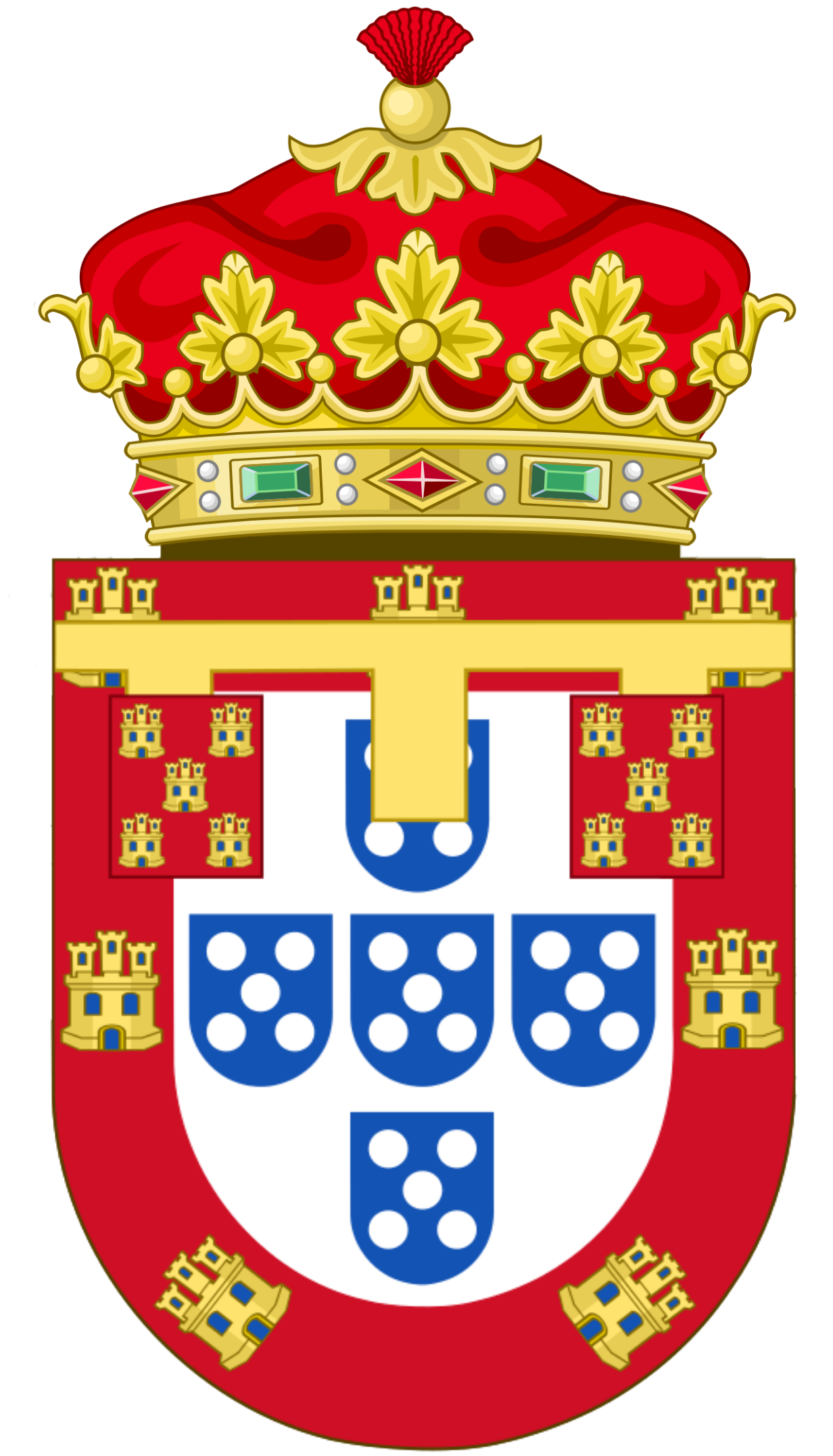
Другий інфант
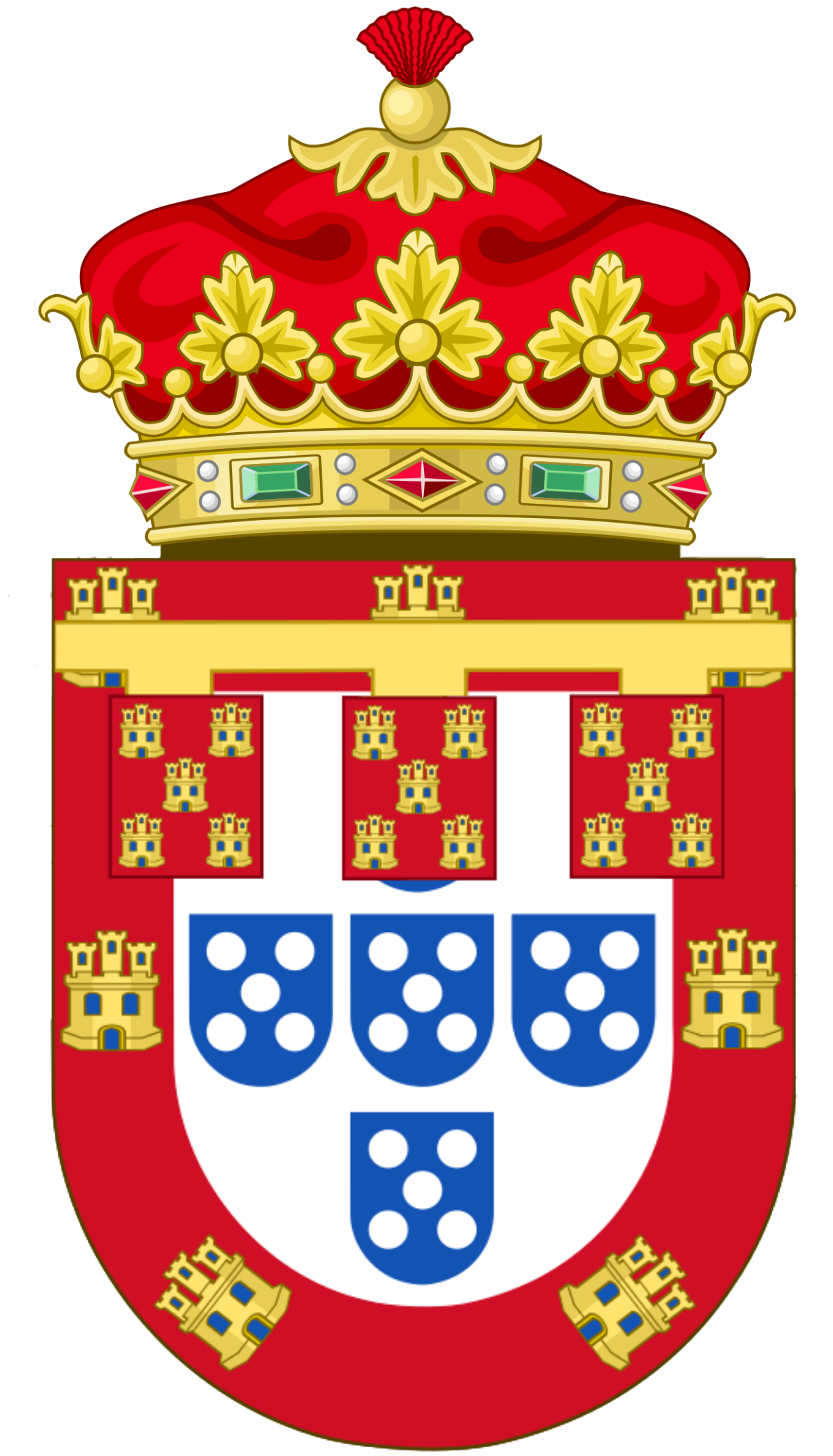
Третій (та інші) інфанти
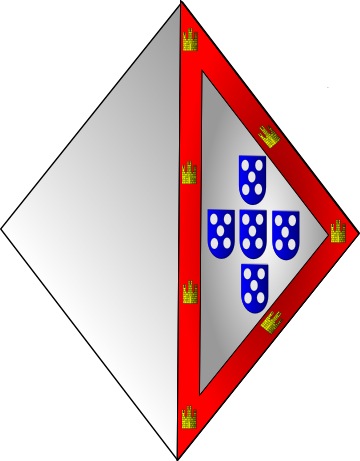
Принцеса Португальська

## Шляхетські герби
Гербові корони

Король
Принц
Інфант
Герцог
Маркіз
Граф
Віконт
Барон
Лицар

## Територіальна геральдика
Корони

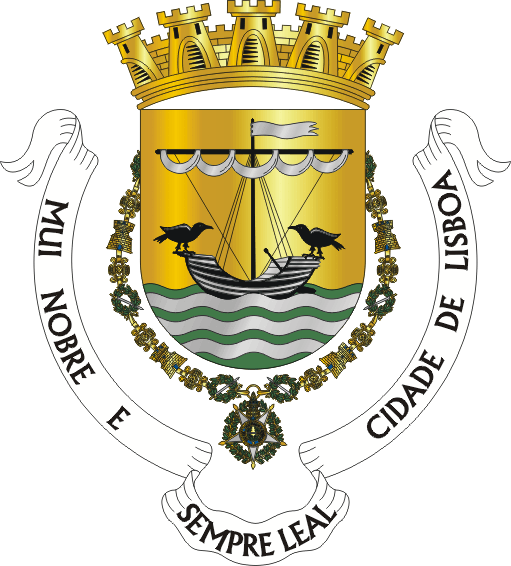
Герб Лісабона з короною

У португальській територіальній геральдиці використовуються 4 типи мурованих корон для різних типів населених пунктів: столична золота з 5 вежами; срібна міська з 5 вежами; срібна містечкова з 4 вежами; срібна сільська з 3 вежами.

Столична
Міська
Містечкова
Сільська

## Герби колоній

Західна Африка
Східна Африка
Гвінея
Індія
Кабо-Верде
Макао
Сан-Томе і Принсипі
Тимор

## Гербовники
- 1509: Livro do Armeiro-Mor
- 1675: Thesouro de Nobreza